# Orešac (Vršac)

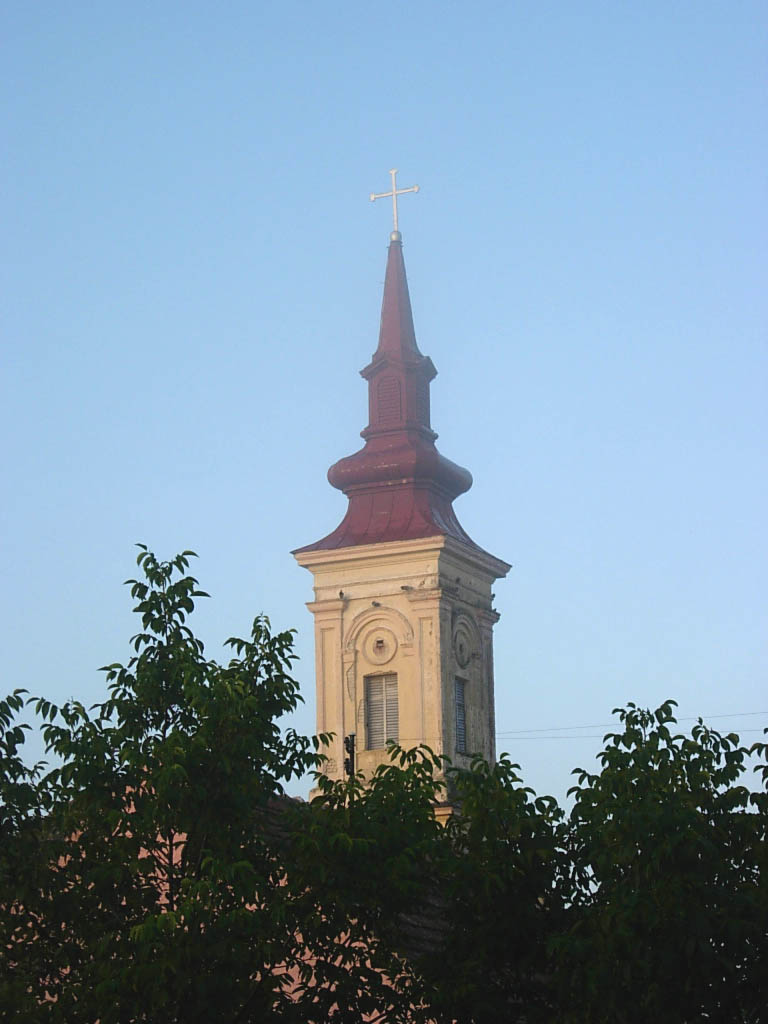
Die Rumänisch-orthodoxe Kirche im Dorf

Orešac (kyrillisch: Орешац, rumänisch: Oreşaţ) ist ein Dorf in Serbien. Orešac  liegt in der Gemeinde Vršac, im Bezirk südlicher Banat (serbisch: Južno Banatski Okrug), in der nordserbischen Provinz Vojvodina.

## Geographie und Bevölkerung
Orešac liegt im Südosten der Pannonischen Tiefebene, 73 m über dem Meeresspiegel. Das Dorf liegt rund 10 km von der serbisch-rumänischen Grenze entfernt und ist jeweils zur Hälfte mit Rumänen und Serben bewohnt, dadurch ist es ethnisch gemischt. Zudem leben auch 41 Roma, 8 Ungarn und jeweils 1 Kroate und 1 slawischer Mazedonier im Dorf. Im Jahr 2002 lebten in Orešac 420 Einwohner, während es 1991 noch 570 Bewohner waren. Die Mehrheit der Bevölkerung ist christlich orthodox. Das Dorf besteht aus 136 Haushalten.

## Dorfname
Im Lauf der Geschichte hatte das Dorf viele Namen. Der erste Name, Orišija, stammt aus dem Jahr 1462, es folgten Orašič (1690), Orič (1713), der ungarische Name Homokdiód (1911) und schließlich der heutige serbische Name Orešac, im Jahr 1919. Der rumänische Name ist Oreşaţ. Im ungarischen wird Orešac heute noch Homokdiód genannt.

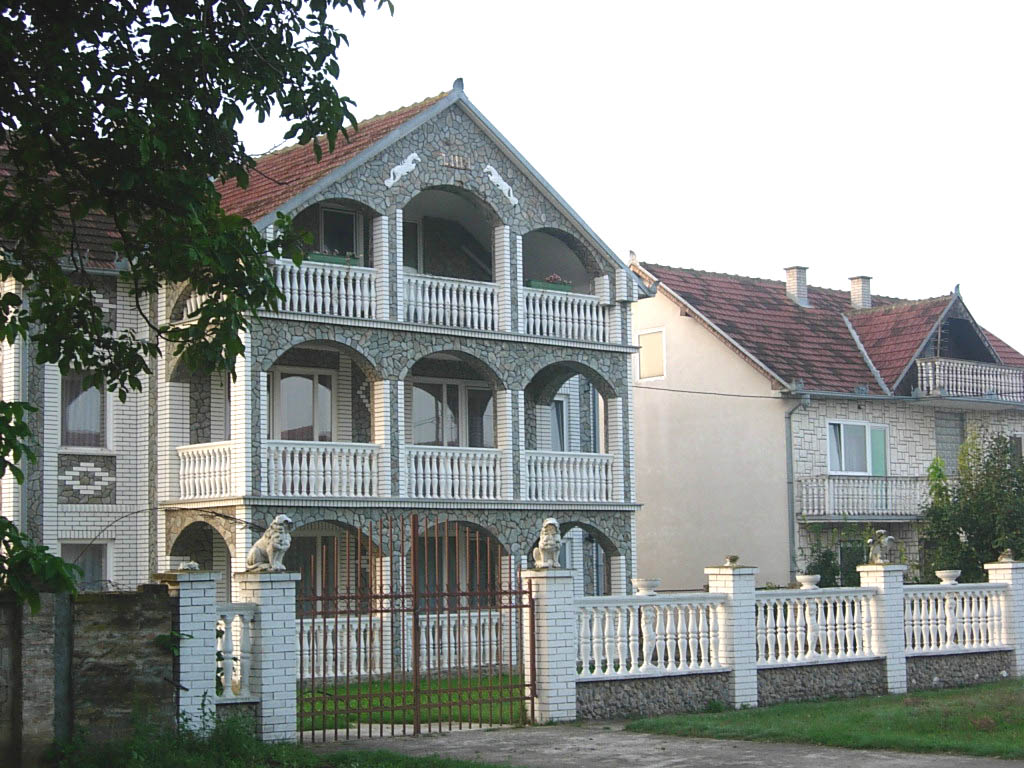
Häuser in Orešac

## Geschichte
In Orešac, auf dem Hügel Židovar, wurden bei Ausgrabungen Fundstücke gefunden, die beweisen, dass der Ort schon in der Bronzezeit besiedelt war. Die Funde der Ausgrabungsstätte, gehören zur Vatin-Kultur, die in der Gegend zur Bronzezeit siedelte. Hauptfundort der Vatin-Kultur ist das, nicht weit von Orešac gelegene Dorf Vatin. 
1462 wird das Dorf erstmals unter dem Namen Orišija erwähnt. Erstsiedler waren Serbisch-orthodoxe Serben. 1690 trägt das Dorf den Namen Orašič. Ab 1713 ist der Ort als Orič bekannt, damals gab es im Ort 13 Haushalte. Der Ort ist bis 1749 nur von Serben bevölkert. Ab 1749 siedeln sich auch Rumänisch-orthodoxe Rumänen an, die Zahl der Haushalte steigt auf 46 an. 1782 hatte das Dorf 536 orthodoxe Einwohner. 1871 wird die heutige Rumänisch-orthodoxe Kirche erbaut, die damals gemeinsam von den Rumänen und Serben erbaut und genutzt wurde. 1910 wird der Besitz der Kirche zwischen den Serben und Rumänen aufgeteilt. Die Kirche gehört nun der Rumänisch-orthodoxen Kirche. Die Rumänen geben den Serben ihren Anteil am Bau der Kirche zurück. 1911 wird Orič in den ungarischen Namen Homokdiód umbenannt. Die Serben erbauten 1912 ihre eigene neue Serbisch-orthodoxe Kirche. Im Jahr 1919 erhält der Ort seinen endgültigen Namen Orešac und der Ort gehört nun dem Königreich Jugoslawien an, bis zum Jahr 1941, als das Dritte Reich, das Königreich Jugoslawien zerschlägt. Im Zweiten Weltkrieg war Orešac nur leicht beschädigt worden, jedoch starben viele der Einwohner. Ab 1945 gehörte der Ort zur Sozialistischen Föderativen Republik Jugoslawien. Und am 2006 ist Orešac Teil der Republik Serbien.

## Bevölkerungsgröße in der Vergangenheit
Am 31. Januar 1821 sind 713 Einwohner geführt, von denen 350 Rumänen, 319 Serben und 44 Roma waren. 1869 lebten im Dorf nur noch 552 Einwohner. 1881 waren es dann wieder 615 Bewohner in Orešac. 1890 stieg die Bevölkerung auf 738 an. Zehn Jahre später, im Jahr 1900 war die Bevölkerung auf 682 gefallen. 1910 stieg die Einwohnerzahl auf 766 an. 1948 besaß Orešac 801 Einwohner. 1953 waren es 840 Bewohner. 813 Einwohner lebten im Jahr 1961 in Orešac. 1971 fiel die Bevölkerung auf 738 Bewohner. 1981  besaß der Ort 647 Einwohner. 1991 lebten in Orešac 570 Menschen. 2002 waren es dann in Orešac nur noch 470 Bewohner.

## Weblink
- Vršac auf Geotours